# バルブガル水道と水車群跡
バルブガル水道と水車群跡とは、フランスのアルル付近に存在した、古代ローマ時代の水道と、それを利用して運転されていた水車小屋の遺跡である。

## 解説

### 製粉所の性能
ここには古代ローマ時代に建設された、ローヌ川を水源とする水道が存在していた。そして、水道の終点の先には急な斜面が存在しており、この斜面に幾つも水車を設置して、水道を流れてきた水を流れ落ちさせ、その水車に導いた。こうして、回転させた水車を動力として穀粉を生産していたとされている。この製粉工場が稼動していたのは、1世紀末頃から3世紀末頃までだったと考えられている。ここで粉にされていた穀物はコムギであったと見られており、最大で1日に約4500 kgの小麦粉を生産できたであろうと見積もられている。この1日当たり4500 kgの小麦粉というのは、1万個のパンを作るのに充分な量であり、当時、付近に住んでいた3万人から4万人の住民が必要とする量を供給できたであろうと考えられている。

### 水車の構造
2世紀後半頃には、幅約70 cm、直径約220 cmの水車が、斜面に幾つも配置されていたと考えられている。具体的には、8基の水車を直列に配置し、1基目の水車を回した水が、次の2基目の水車を回して、3基目以降も同様に回すことで、8基を同時に回すことができたとされている。そして、これが平行にもう1列、つまり、合計16基の水車が存在していたと見られている。16基全ての水車を同時に回すこともできたと考えられている他、適宜、水車への水流を変えることによって、水車の動きを調整することもできるようになっていたと見られている。一基あたり1時間で24kgの製粉が行なえると考えられており、一日12時間稼動したとすると、16基で約4600kgの製粉が可能となる計算である。無論、ある水車への水流を完全に止めて、特定の水車の水車だけを停止させることもできたとされている。

### 写真による補足説明

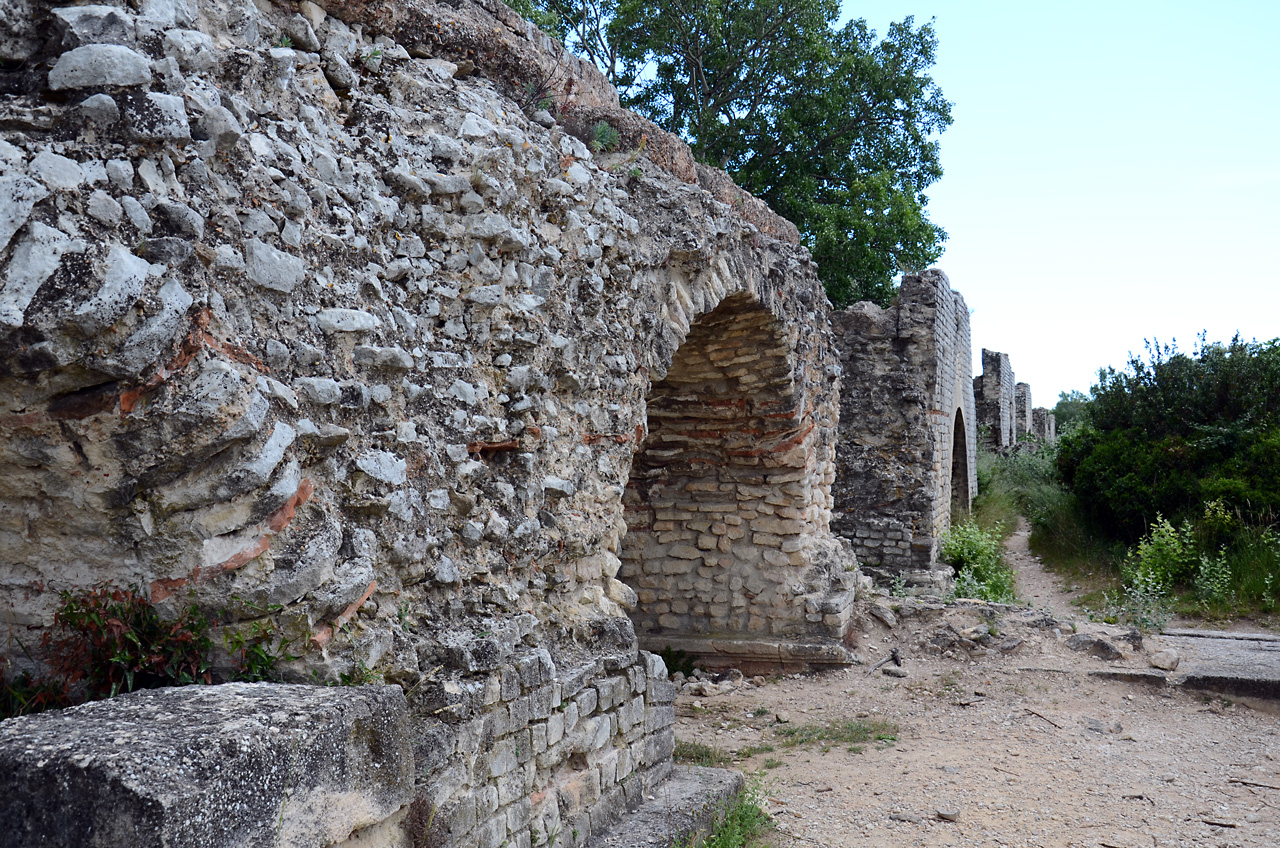
バルブガル水道の遺構。一部にアーチなどが残存している。
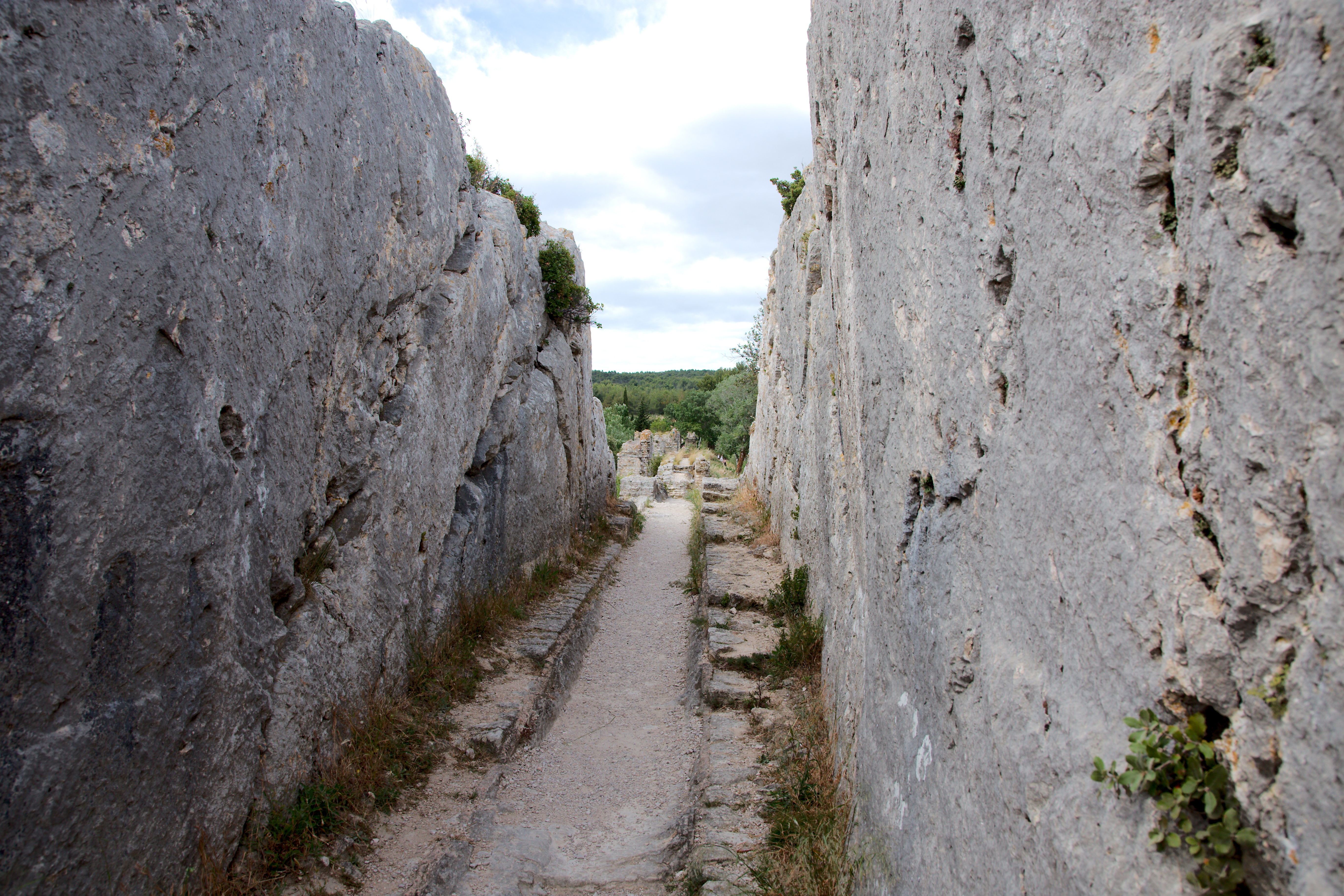
かつて水道が通っていた場所。切り通しが作られていて露頭がある。
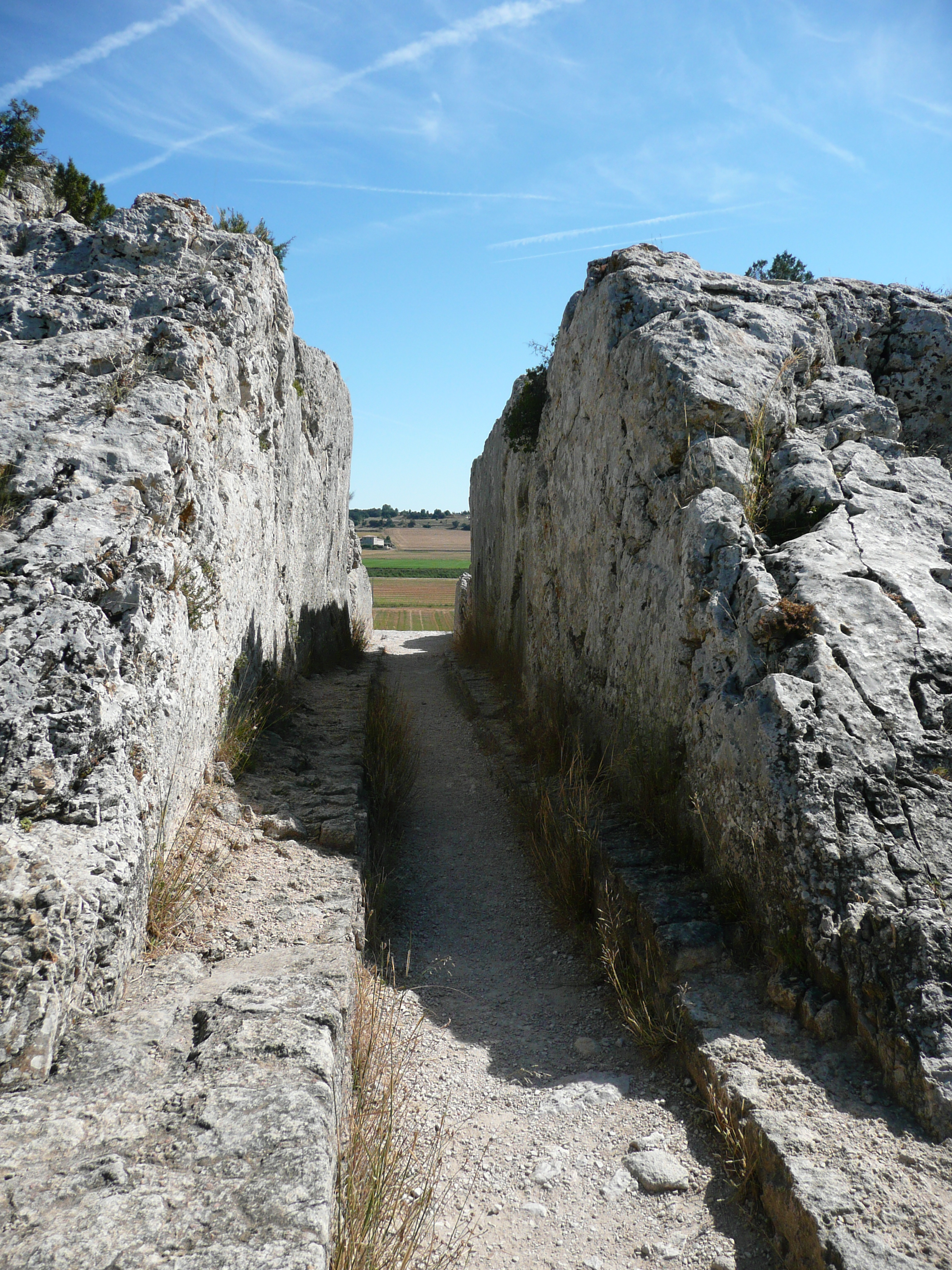
バルブガル水道の終端部
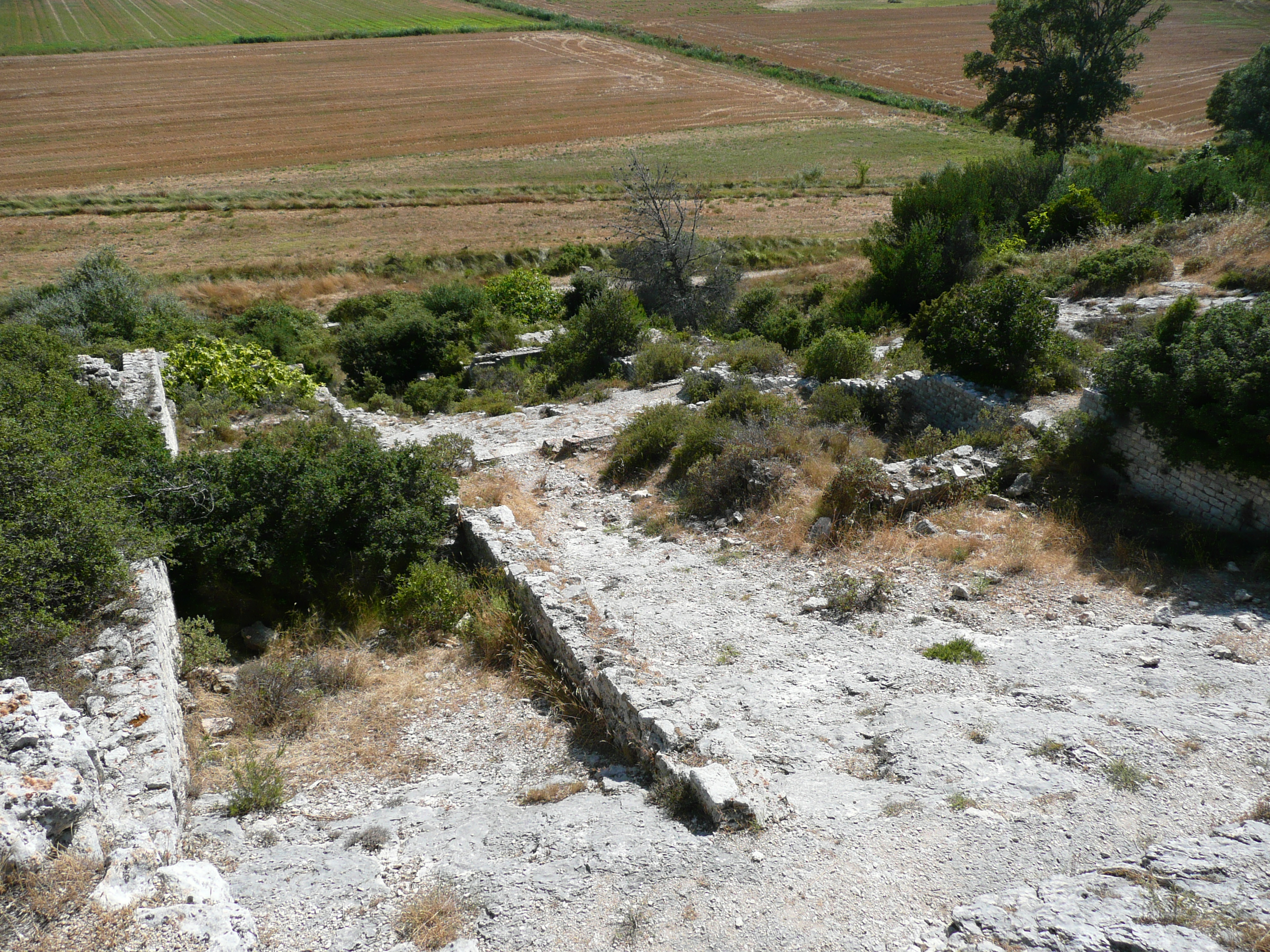
かつて水車や製粉機などが幾つも並べて設置されていた場所
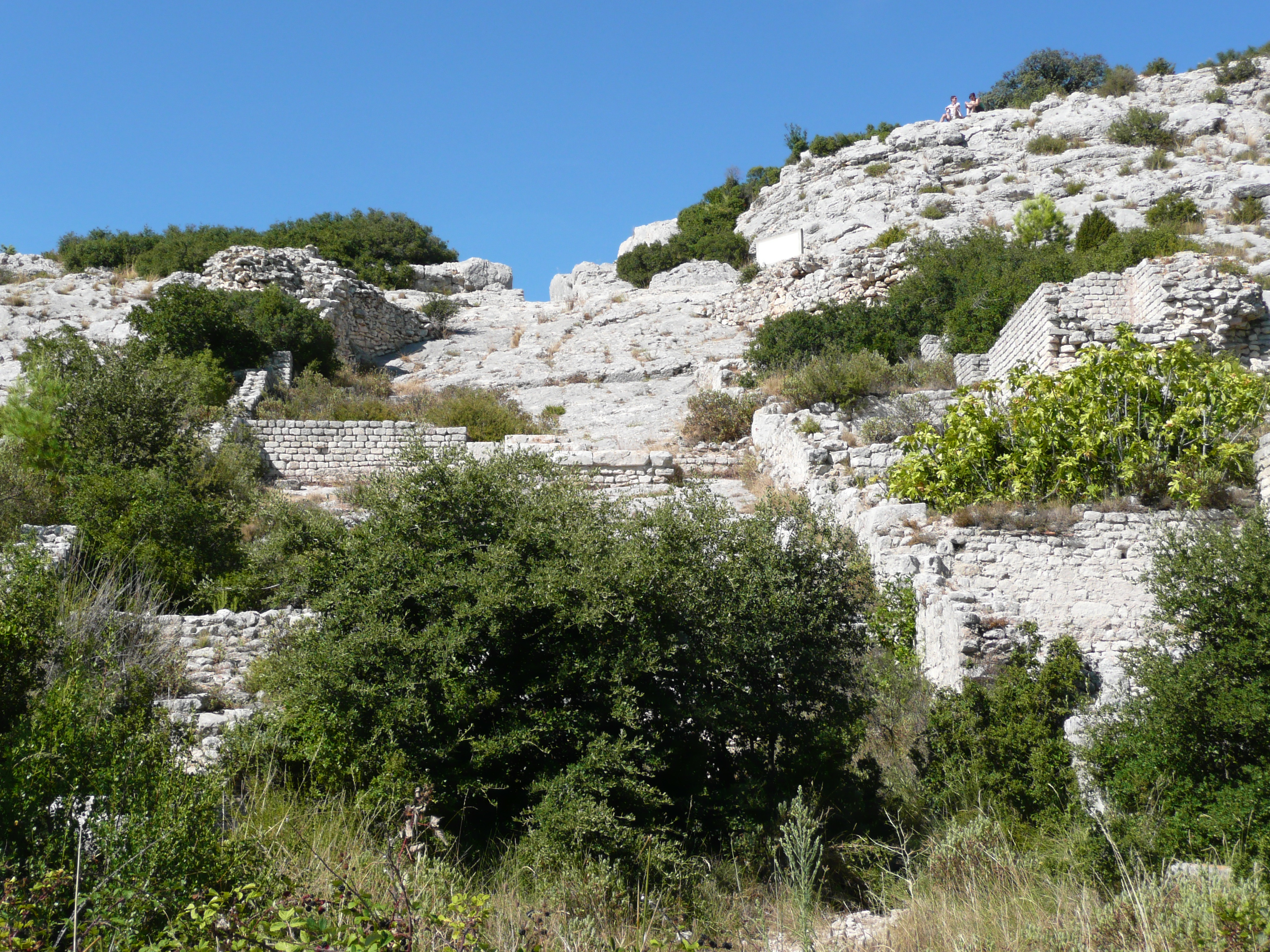
かつて水車や製粉機などが幾つも並べて設置されていた場所を下から見上げたところ。この標高差を、何段にも分けて階段状にし、そこを流れ落ちる水を利用して幾つもの水車を回していた。

## その他の用途

水車を動力として製材を行うための装置の模式図。

穀粉を作る以外にも、同様の方法で回転させた水車を動力として、ノコギリを動かすことで製材もされていたと考えられている。